# جون سولومون كارترايت
جون سولومون كارترايت هو قاضي ومحامي كندي، ولد في 17 سبتمبر 1804، وتوفي في 15 يناير 1845.